# Zinnergruppe
Die Zinnergruppe (auch Zinner-Gruppe, Tschechisch: Zinnerova skupina) war eine Fraktion in der Deutschen sozialdemokratischen Arbeiterpartei in der Tschechoslowakischen Republik (DSAP) im Londoner Exil, die loyal zur Exilregierung von Edvard Beneš stand.

## Situation in der DSAP Ende der 1930er Jahre
Die DSAP war eine sozialistische Partei der deutschen Minderheit in der Tschechoslowakei, die zur ČSR loyal war und seit 1933 gegen die ideologische Vereinnahmung der Sudetendeutschen durch das nationalsozialistischen Deutschland kämpfte. 

## Im Exil
Nach dem Münchner Abkommen und dem Anschluss der Sudetenlandes an das nationalsozialistische Deutsche Reich wurden die Sozialdemokraten dort verfolgt. Die Situation verschlimmerte sich im Februar 1939 mit der Zerschlagung der Tschechoslowakei. Nur einem kleinen Teil (ca. 5.000) von ihnen gelang die Flucht ins Exil. Die Mehrheit unter den Exilanten kooperierte mit Wenzel Jaksch und dessen Treugemeinschaft sudetendeutscher Sozialdemokraten. Eine kleine Gruppe um Josef Zinner (sog. Zinnergruppe) war in Opposition zu Jaksch und kooperierte mit Benešs Exilregierung in London. Dank ihrer Loyalität konnten die Mitglieder der Zinnergruppe nach dem Zweiten Weltkrieg in die Tschechoslowakei zurückkehren und wurden zunächst nicht vertrieben, die Kommunisten unter ihnen folgten aber der Parteiorder und gingen in die Sowjetische Besatzungszone Deutschlands.

## Nach dem Zweiten Weltkrieg
Nach dem Februarumsturz 1948 emigrierten viele Mitglieder der ehemaligen Zinnergruppe nach Westdeutschland. Dort kritisierten sie die Seliger-Gemeinde und die Sudetendeutsche Landsmannschaft wegen des Nationalismus und der Kooperationsbereitschaft mit ehemaligen Nazis. Sie standen mit ihrer Haltung in Opposition zu anderen sudetendeutschen Gruppen. 